# Småland (plaats)
Småland is een plaats in de Noorse gemeente Inderøy, provincie Trøndelag. Småland telt 340 inwoners (2007) en heeft een oppervlakte van 0,25 km².